# Патофізіологія гіпертензії

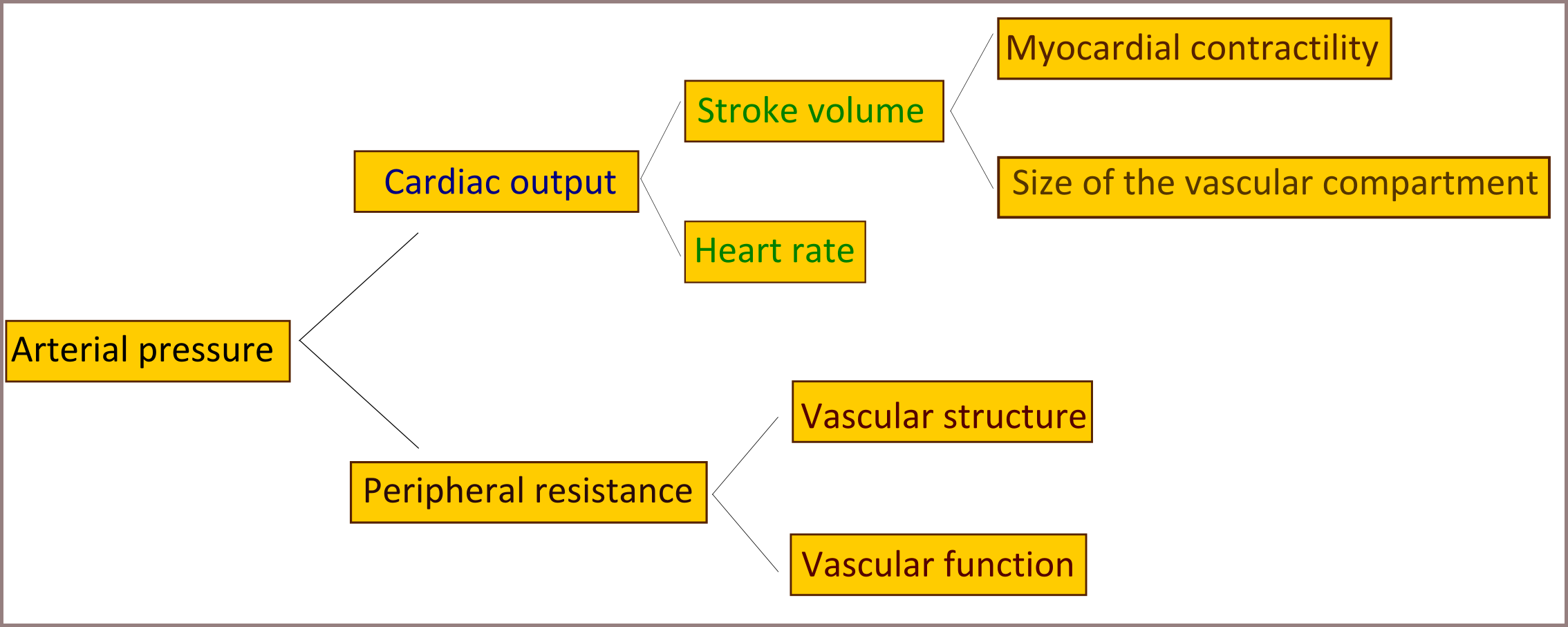
Діаграма пояснює фактори, які визначають артеріальний тиск

«Патофізіологія гіпертензії» — це область активних досліджень, які націлені на виявлення причин гіпертензії. Гіпертензія є хронічним захворюванням, яка характеризується підвищенням кров'яного тиску. Гіпертензія може класифікуватись як есенціальна або як вторинна. Есенціальною гіпертензія зветься, коли жодної специфічної причини не може бути знайдено для пояснення стану пацієнта. Біля 90-95% випадків гіпертензії є есенціальною гіпертензією.
 Вторинною — гіпертензія зветься тоді, коли високий кров'яний тиск є результатом іншого прихованого процесу, такого як захворювання нирок чи пухлини (адреналової аденоми чи феохромоцитоми). Стійка гіпертензія є одним з факторів ризику інсульту, серцевого нападу, серцевої недостатності та артеріальної аневризми, і є провідною причиною хронічної ниркової недостатності.
Більшість механізмів, що ведуть до вторинної гіпертензії вже добре вивчені. Патофізіологія есенціальної гіпертензії залишається зоною активного дослідження, з багатьма теоріями та різним зв'язком з багатьма факторами ризику.
Серцевий викид та периферійний опір є двома детермінантами артеріального тиску. Серцевий викид визначається систолічним об'ємом крові та частотою серцевих скорочень. Систоличний об'єм крові пов'язаний з скоротливістю міокарду та розміром судинного русла. Периферичний опір визначається функціональними та анатомічними змінами в малих артеріях та артеріолах.

## Генетика
Докази генетичного впливу на кров'яний тиск походять з різних джерел. Існує більша подібність в кров'яному тиску всередині сімей, ніж поміж сім'ями, що демонструє існування певної міри успадкування. And it was proved that this finding wasn't due to shared environmental factors. Доведено, що одиничні мутації генів викликають менделівські форми успадкування високого та низького кров'яного тиску. Було ідентифіковано майже 10 генів, що викликають такі форми гіпертензії. Такі мутації впливають на кров'яний тиск шляхом порушення утримання солі нирками. Нещодавно і завдяки новим методам генетичного аналізу дослідники знайшли статистично значимий зв'язок кров'яного тиску з кількома ділянками хромосом, включаючи регіони, що пов'язані з комбінованою гіперліпідемією. Ці знахідки припускають, що існує багато генетичних локусів, кожен з яких створює невеликий вплив на кров'яний тиск в загальній популяції. В цілому, все ж таки, ідентифіковані моногенні фактори не є типовими для гіпертензії, що свідчить про мультифакторну природу есенціальної гіпертензії.
Найбільш вивчений моногенний фактор розвитку гіпертензії є синдром Ліддла, рідкісний але клінічно важливий розлад, при якому конститутивна активація епітеліальних натрієвих каналів призводить до тяжкої, резистентної до лікування гіпертензії. Активація епітеліальних натрієвих каналів призводить до неадекватної затримки натрію на рівні збиральних проток нирок. В пацієнтів з синдромом Ліддла найчастіше спостерігають об'єм-залежну, низькоренінну, та низькоальдостеронну гіпертензію. Скринінги загальної гіпертензивної популяції демонструють, що синдром Ліддла є рідкісним та не робить значного внеску в загальну частоту гіпертензії серед населення.

## Вегетативна нервова система
Вегетативна нервова система грає центральну роль в підтриманні серцево-судинного гомеостазу через тиск, об'ємні, та хеморецепторні сигнали. Це відбувається шляхом модуляції судинної системи та функції нирок, що впливає на серцевий викид, гемодинамічний опір судин, та затримання рідини в організмі. Проблеми з цією системою, такі як надлишкова активність симпатичної нервової системи, підвищують кров'яний тиск та роблять свій внесок до розвитку гіпертензії. До того ж, збільшена симпатична активність, що супроводжується зниженою парасимпатичною активністю пов'язана з багатьма метаболічними та гемодинамічними порушеннями, які призводять до підвищення серцево-судинної захворюваності та смертності.
Механізми підвищеної активності симпатичної нервової системи при гіпертензії є комплексними та включають патологічні зміни в барорефлективних та хеморефлективних шляхах саморегуляції одночасно на периферійному та центральному рівнях. Артеріальні барорецептори перенастроюються на високий тиск як на нормальний для гіпертензивних пацієнтів, та ця периферійна перенастройка повертається до нормальної лише коли артеріальний тиск стає контрольовано-нормальним. Більше того, існує центральне перенастроювання аортального барорефлексу в гіпертензивних пацієнтів, що призводить до пригнічення симпатичної інгібіції після активації нервів аортальних барорецепторів. Існують ознаки того, що таке перенастроєння барорефлексу відбувається, принаймні частково, центральною дією ангіотензину II. Іншим низькомолекулярним медіатором, який пригнічує барорецепторну активність та робить внесок до патологічного симпатичного впливу на розвиток гіпертензії є активні форми кисню та ендотелін. Деякі дослідження показують, що гіпертензивні пацієнти проявляють більшу вазоконстрикторну відповідь на інфузії норадреналіну, ніж пацієнти з нормотензивної контрольної групи. Також такі гіпертензивні пацієнти не проявляють нормальної відповіді на збільшення циркулюючого рівня норадреналіну, який в цілому викликає зниження активації норадреналінергічних рецепторів, та вважається, що така патологічна відповідь є  генетично успадкована.
Дія стресу збільшує симпатичну імпульсацію, та викликає повторювану стрес-індуковану вазоконстрикцію, що може викликати судинну гіпертрофію, що веде до прогресивного збільшення периферійного судинного опору та кров'яного тиску. Це може частково пояснити більшу захворюваність на гіпертензію в нижніх соціоекономічних групах, оскільки вони піддаються більшим рівням стресу, що пов'язаний з повсякденним життям. Особи з сімейним анамнезом гіпертензії проявляють збільшену вазоконстрикторну та симпатичну відповідь на експериментальні стресори, такі як холодне пресорне тестування та ментальний стрес, що може визначити їх схильність до гіпертензії. Це особливо проявляється у випадку афроамериканців. Патологічна стресова відповідь робить особливо великий внесок у підвищену захворюваність на гіпертензію в цій групі.

## Ренін-ангіотензин-альдостеронова система
Інша система, що підтримує екстрацелюлярний об'єм рідини, периферійний опір судин та у випадку порушення функції може призводити до гіпертензії, є ренін-агіотензин-альдостеронова система. Ренін є циркулюючим ферментом що бере участь в керуванні розміром екстрацелюлярного об'єму, та артеріальної вазоконстрикції. Так він робить значний внесок в регуляцію кров'яного тиску, діючи через (гідроліз) ангіотензиногену, що секретується печінкою, утворюючи пептид ангіотензин I, Ангіотензин I, який в свою чергу далі розщеплюється ферментом, що знаходиться в основному (але не виключно) в легеневому колі кровообігу у зв'язаному з ендотелієм, вигляді. Цей фермент зветься ангіотензин-перетворюючим ферментом (АПФ, ACE) і відповідає за вироблення ангіотензину II, найбільш вазоактивного пептиду. Ангіотензин II є сильним констриктором всіх кров'яних судин. Він діє на м'язи артерій та цим збільшує периферійний опір судин, через що збільшує кров'яний тиск. Ангіотензин II також діє на наднирники та стимулює виділення Альдостерону, який стимулює збільшення реабсорбції солі і води епітеліальними клітинами нирок, що веде до збільшення об'єму крові і збільшення кров'яного тиску. Таким чином збільшення рівню реніну в крові, який у дорослих в нормі становить 1,98—24,6 нг/л у положенні стоячи. призводить до гіпертензії.
Останні дослідження стверджують, що ожиріння є фактором ризику для гіпертензії через активацію ренін-ангіотензинової системи (RAS) в жировій тканині, і також є пов'язаним з ренін-ангіотензиновою системою через інсулінову резистентність, та доводять, що будь-яке з цих двох може викликати інше. Локальне вироблення ангіотензину II в різних тканинах, включаючи кровоносні судини, серце, наднирники, і мозок, контролюється АПФ і іншими ферментами, включаючи серинову протеазе хімази. Активність локальних ренін-ангіотензинових систем та альтернативних шляхів утворення ангіотензину ІІ можуть зробити важливий внесок в ремоделювання опору судин і розвитку пошкодження органів-мішеней (наприклад, ліво-шлуночкова гіпертрофія, серцева недостатність, атеросклероз, інсульт, ниркова недостатність, інфаркт міокарду, і артеріальна аневризма) в хворих на гіпертензію.

## Ендотеліальна дисфункція
Ендотелій кров'яних судин продукує значну кількість речовин, які впливають на кровотік та, в свою чергу, піддаються впливу змін у складі крові та тиску кровотоку. Наприклад, локальна дія оксиду азоту та ендотеліну, які секретуються ендотелієм, є головним регулятором судинного тонусу та кров'яного тиску. У пацієнтів з есенціальною гіпертензією баланс між вазодилятаторами та вазоконстрикторами є порушеним, що веде до змін в ендотелії та визначає «порочне коло», яке робить свій внесок до підтримання високого кров'яного тиску. У пацієнтів з гіпертензією активація та пошкодження ендотелію також веде до змін в тонусі судин, судинній реактивності, та каскадах зсідання крові і фібринолізу. Порушення ендотеліальної функції є надійним індикатором пошкоджень органів-мішеней і атеросклерозу, а також прогностичним фактором.
Існують докази, що окисний стрес змінює багато функцій ендотелію, включаючи модуляцію вазомоторного тонусу. Є ознаки того, що інактивація оксиду азоту (NO) під дією перекису та інших активних форм кисню відбувається при таких станах як гіпертензія. В нормі оксид азоту є важливим регулятором і медіатором численних процесів в нервова, імунній та серцево-судинній системах, включаючи зняття спазму гладких м'язів, що призводить до розслаблення стінок артерій та збільшення кровотоку, пригнічення міграції та проліферації судинних гладко-м'язевих клітин. Існують також відомості, що ангіотензин II покращує формування окисника супероксида в концентраціях, які порушують кров'яний тиск мінімально.
Ендотелін є потужним вазоактивним пептидом, що продукується ендотеліальними клітинами, які мають одночасно вазоконстрикторну та вазодилятаційну функцію. Рівні циркулюючого ендотеліну є збільшеними у деяких гіпертензивних пацієнтів, особливо в афроамериканців та осіб з гіпертензією.